# Eulophia parvula
Eulophia parvula là một loài thực vật có hoa trong họ Lan. Loài này được (Rendle) Summerh. mô tả khoa học đầu tiên năm 1957.